# Brachythecium procumbens
Brachythecium procumbens là một loài Rêu trong họ Brachytheciaceae. Loài này được (Mitt.) A. Jaeger mô tả khoa học đầu tiên năm 1878.